# Parmentierpark
Het Parmentierpark (Frans: Parc Parmentier) is een park in de Brusselse gemeente Sint-Pieters-Woluwe, gelegen in het zuidwesten van deze gemeente in en nabij het dal van de Woluwe.

## Geschiedenis
Het park is vernoemd naar de ondernemer Edmond Parmentier die in 1895 de Tervurenlaan liet aanleggen en een stuk grond van 12 ha langs de Woluwe in eigendom had dat niet ver van het geplande Woluwepark was verwijderd. Hier was oorspronkelijk een moeras met vijvers. Dit gebied werd opgehoogd met de grond die vrijkwam bij de aanleg van de laan. Het park werd ontworpen door Emile Lainé. Er werd ook een villa voor hem gebouwd. Hij stierf echter in 1910.
Tijdens de Eerste Wereldoorlog was er in de gebouwen een ziekenhuis voor verminkte soldaten. In 1919 kwam het domein in handen van de Belgische staat en werd het een militair ziekenhuis. In 1925 werden de -veelal houten- gebouwen door brand verwoest en kwam een einde aan dit ziekenhuis.
In 1933 was het Edouard Froidure die op het hoger gelegen deel speeltuinen inrichtte voor arme kinderen. Een deel hiervan is behouden gebleven. Het lage gedeelte van het park bevat nog enkele vijvers.